# Loonindexering
Bij loonindexering is er sprake van een koppeling van de lonen aan de prijsontwikkeling, waardoor de koopkracht van de werknemers gelijk blijft.
In de jaren zeventig werden de lonen bij een stijging van de prijsindexcijfers, inflatie, automatisch met een vergelijkbaar percentage verhoogd. In de praktijk lopen de twee niet perfect gelijk op, de loonsverhoging kan met een vertraging de inflatieontwikkeling volgen, of wordt pas verhoogd als de prijzen met een minimum percentage zijn gestegen of bepaalde elementen van de prijsstijging worden buiten beschouwing gelaten.
Het voordeel van loonindexering is dat de koopkracht van de loonontvangers gehandhaafd blijft. Een belangrijk nadeel is de mogelijk spiraalwerking op de loon- en prijsstijgingen. Na een verhoging van de lonen door de inflatie, kan de werkgever besluiten de prijzen te verhogen om zijn winstmarge gelijk te houden. Dit leidt tot meer inflatie en dus weer een loonstijging et cetera.
In de jaren zeventig is de automatische loonindexering om deze reden naar de achtergrond verdwenen. In de jaren tachtig nam de inflatie ook sterk af waardoor de noodzaak om de lonen snel en vaak aan te passen minder urgent werd.
Het principe bestaat nog steeds, maar de automatische aanpassingen zijn naar de achtergrond verdwenen. Werkgevers en werknemers maken in de collectieve arbeidsovereenkomst (cao) afspraken hoe de koopkracht kan worden gehandhaafd. Nederlandse pensioenfondsen streven naar een ontwikkeling van de pensioenen die gelijk tred houdt met de inflatie.
In België is er de afgevlakte gezondheidsindex die automatisch aan het loon gekoppeld is. De afgevlakte index komt overeen met het rekenkundige gemiddelde van de gezondheidsindex van de laatste 4 maanden vermenigvuldigd met een factor 0,98. In die index werden bepaalde ongezonde producten uit de berekening verwijderd, zoals dieselolie, benzine, alcohol en tabak. Als de afgevlakte gezondheidsindex een bepaald niveau - de zogenoemde spilindex - overschrijdt, dan stijgen een maand later de pensioenen en uitkeringen automatisch met 2%. Nog een maand later zijn de lonen van de openbare sector aan de beurt. Op die manier wordt de koopkracht op niveau gehouden. De lonen in marktsectoren worden anders geregeld, meestal volgens de cao van de sector.